# Міхаліс Капсіс
Міхаліс Капсіс (грец. Μιχάλης Καψής, нар. 18 жовтня 1974, Пірей) — грецький футболіст, що грав на позиції центрального захисника, зокрема за клуб АЕК, а також національну збірну Греції.
Триразовий володар Кубка Греції. Чемпіон Греції. Чемпіон Кіпру. Володар Кубка Кіпру.

## Клубна кар'єра
У дорослому футболі дебютував 1990 року виступами за команду «Аріс Нікеас», у якій провів один сезон, взявши участь у 21 матчі чемпіонату. 
Згодом з 1991 по 1998 рік грав у складі команд «АО Неаполіс», «Анагеннісі Арта» та «Етнікос» (Пірей).
Своєю грою за останню команду привернув увагу представників тренерського штабу клубу АЕК, до складу якого приєднався 1998 року. Відіграв за афінський клуб наступні шість сезонів своєї ігрової кар'єри. За цей час двічі виборював титул володаря Кубка Греції.
Протягом 2004—2010 років захищав кольори клубів «Бордо», «Олімпіакос», АПОЕЛ та «Левадіакос». Протягом цих років додав до переліку своїх трофеїв ще один титул володаря Кубка Греції, ставав чемпіоном Греції, чемпіоном Кіпру, володарем Кубка Кіпру.
Завершив ігрову кар'єру у команді «Етнікос» (Пірей), у складі якої вже виступав раніше. Повернувся до неї 2010 року, захищав її кольори до припинення виступів на професійному рівні у 2012 році.

## Виступи за збірну
У 2003 році дебютував в офіційних матчах у складі національної збірної Греції.
У складі збірної був учасником чемпіонату Європи 2004 року в Португалії. Був одним з основних центральних захисників команди, яка сенсаційно здобула того року титул континентальних чемпіонів. Взяв участь в усіх її іграх на турнірах, включно із фінальною грою проти господарів турніру (перемога 1:0).
Згодом брав участь у розіграші Кубка конфедерацій 2005 року у Німеччині. Загалом протягом кар'єри в національній команді, яка тривала 5 років, провів у її формі 36 матчів, забивши 1 гол.

## Титули і досягнення
- Володар Кубка Греції (3):

АЕК: 1999-2000, 2001-2002
«Олімпіакос»: 2005-2006
- Чемпіон Греції (1):

«Олімпіакос»: 2005-2006
- Чемпіон Кіпру (1):

АПОЕЛ: 2006-2007
- Володар Кубка Кіпру (1):

АПОЕЛ: 2007-2008